# Communistische Jeugd van Griekenland
De Communistische Jeugd van Griekenland (Grieks: Κομμουνιστική Νεολαία Ελλάδας, geromaniseerd: Kommounistiki Neolea Elladas; Grieks: KNE, geromaniseerd: KNE) is de jongerenorganisatie van de Communistische Partij van Griekenland (KKE).

## Geschiedenis
De Communistische Jeugd van Griekenland (KNE) werd op 15 september 1968 opgericht, tijdens het kolonelsregime (1967-1974), op basis van een besluit van het Politbureau van het Centraal Comité van de Communistische Partij van Griekenland (KKE). KNE werd gevormd als een revolutionaire en communistische jongerenorganisatie.
KNE kan worden gezien als de opvolger van de Organisatie van Communistische Jeugd van Griekenland (OKNE) en andere jeugdorganisaties die een belangrijke rol speelden in de strijd in Griekenland, zoals de Verenigde Panhelleense Jeugdorganisatie (EPON), Democratische Jeugd van Griekenland (DNE) en de Democratische Jeugd "Lambrakis" (D.N. Lambrakis).
Tussen 1989 en 1991 werd zowel KNE als KKE geconfronteerd met een diepe crisis. In de herfst van 1989, uit onvrede met de deelname van de KKE aan de Tzannetakis- en Zolotas-regeringen van nationale eenheid, splitste een grote groep, waaronder het grootste deel van de KNE onder leiding van secretaris-generaal George Grapsas, zich af van de KKE. Deze groep vormde later de Nieuwe Linkse Beweging (NAR). In dezelfde periode probeerde de KKE, destijds deel van de Synaspismos-coalitie, KNE op te laten gaan in de jongerenafdeling van Synaspismos. Uiteindelijk verliet de KKE in 1991 de coalitie en herstelde de steun van enkele honderden leden. In maart 1993 vond het 6e congres van KNE plaats.
In de late jaren 2000 besloot KNE het Front van Studentenstrijd (MAS) op te richten. Deze organisatie werd uiteindelijk op 6 november 2009 in Athene officieel gevormd door verschillende studentenorganisaties.

## Odigitis-festival
Het Odigitis-festival (vernoemd naar de centrale publicatie van de KNE en het gedicht van Kostas Varnalis "Odigitis") is een reeks jaarlijkse festivals georganiseerd in de meeste grote steden en plaatsen van Griekenland door de Communistische Jeugd van Griekenland (KNE).